# Oh! Calcutta! (Album)
Oh! Calcutta! ist ein Album der amerikanischen Punkrock-Band The Lawrence Arms. Es wurde 2006 von dem Label Fat Wreck Chords veröffentlicht.
Es ist das fünfte Album der Band und ihr drittes, das von Fat Wreck Chords veröffentlicht wurde.

## Stil
Im Gegensatz zum Vorgängeralbum The Greatest Story Ever Told (Cocktails&Dreams war lediglich eine Sammlung von B-Seiten) ist Oh! Calcutta! sehr viel schneller und aggressiver. Der Stil ähnelt dem der ersten Alben A Guided Tour of Chicago und Ghost Stories. Auffällig ist ferner, dass Kelly und McCaughan anders als auf vorherigen Alben die meisten Lieder im Chor eingesungen haben.

## Lieder
Alle Songs wurden von The Lawrence Arms selbst geschrieben.
1. The Devil's Takin' Names – 2:00
2. Cut it Up – 2:13
3. Great Lakes / Great Escapes – 2:49
4. Recovering the Opposable Thumb – 3:05
5. Beyond the Embarrassing Style – 2:24
6. Are You There Margaret? It's Me, God. – 3:35
7. Jumping the Shark – 2:36
8. Lose Your Illusion 1 – 2:59
9. Requiem Revisited – 2:07
10. Key to the City – 3:01
11. Old Dogs Never Die – 2:12
12. Like a Record Player / Warped Summer Extravaganza (Hidden Track) – 4:51

## Besetzung
- Chris McCaughan – Gitarre, Gesang
- Brendan Kelly – Bass, Gesang
- Neil Hennessy – Schlagzeug
- Ryan Hennessy – Gitarre bei dem Hidden Track „Warped Summer Extravaganza (Major Excellent)“
- Rich Gill, Kat, Dan Schafer, Ryan Hennessy and Marcus Kretzmann – Hintergrundgesang